# 張涛 (実業家)
張 濤（1972年11月 - ）は、上海の起業家。漢海情報技術有限会社（大衆点評網）のゼネラルマネージャーである。

## 経歴
1972年に上海で誕生。デポー大学で学士号を取得。その後、ペンシルバニア大学ウォートン校で経営学修士号を取得、ペンシルベニア大学で工学修士号を取得した。
アメリカ合衆国でITコンサルタントを務め、2003年に中国に帰国。その後、世界初のユーザー投稿型の飲食店情報サイト「大衆点評網」を設立した。

## 参考資料
1. ↑  “大众点评张涛：从零开始的创业史”. 网易. (2012年4月12日) 2017年8月24日閲覧。